# دائرة فجيج
دائرة فجيج هي إحدى دوائر إقليم فكيك، التابع لجهة الشرق، المملكة المغربية. تضم الدائرة 4 جماعات قروية، وبلغ عدد سكانها 23519 فرداً سنة 2004 حسب الإحصاء الرسمي للسكان والسكنى. يتبع للدائرة 28 مشيخة و101 دوار.

## التقسيمات الإداريّة
تعتبر دائرة فجيج إحدى الدوائر المشكّلة لإقليم فكيك، وهو التقسيم الإداري من المستوى الرابع المعتمد في المغرب. ينقسم إقليم فكيك إلى 11 جماعات قروية تختلف من حيث السكان والمساحة، والتي بدورها تنقسم إلى مشيخات تضم عدداً من الدواوير.